# Võnnu oja
Võnnu oja är ett vattendrag i västra Estland. Det ligger i Läänemaa, 80 km sydväst om huvudstaden Tallinn. Den är 11,5 km lång och mynnar i Saunja laht som är Hapsalvikens innersta del. I dess nedre lopp utgör den gräns mellan kommunerna Ridala och Lääne-Nigula.